# 8728 Mimatsu
8728 Mimatsu (1996 VF9) là một tiểu hành tinh vành đai chính được phát hiện ngày 7 tháng 11 năm 1996 bởi K. Endate và K. Watanabe ở Kitami.